# Baumartengruppe
Als Baumartengruppe oder auch Holzartengruppe wird die Zusammenfassung verschiedener Baumarten zu einer homogenen Gruppe bezeichnet. Diese Zusammenfassung erfolgt häufig in der Forsteinrichtung oder Holzstatistik, wenn die selteneren Baumarten allein keine sinnvolle Einzelbetrachtung ermöglichen. Die Zusammenfassung erfolgt nach Bedarf unterschiedlich.